# William McDonnell
William Neil McDonnell (ur. 15 lipca 1876 w Detroit Lakes, zm. 11 maja 1941 w Vallejo) – amerykański strzelec, medalista olimpijski.
Był lekarzem wojskowym amerykańskich strzelców podczas igrzysk olimpijskich w 1912 i 1920 roku.
McDonnell wystąpił na Letnich Igrzyskach Olimpijskich 1912 w sześciu konkurencjach, zdobywając dwa medale – wszystkie w zawodach drużynowych. Indywidualnie najwyższą pozycję zajął w karabinie małokalibrowym w wersji ze znikającą tarczą z 25 m, w którym uplasował się na 14. miejscu. W drużynowym strzelaniu w tej samej konkurencji stanął na trzecim stopniu podium (skład drużyny: Frederick Hird, William Leushner, William McDonnell, Warren Sprout). Został również wicemistrzem olimpijskim w drużynowym strzelaniu w rundzie pojedynczej do sylwetki jelenia (skład ekipy: William Leushner, William Libbey, William McDonnell, Walter Winans), jednak uzyskał najsłabszy wynik wśród wszystkich startujących strzelców, co pozbawiło Amerykanów szans na zwycięstwo.

## Wyniki

### Igrzyska olimpijskie
| Igrzyska | Konkurencja                                              | Wynik                            | Miejsce | Źródło |
| -------- | -------------------------------------------------------- | -------------------------------- | ------- | ------ |
| IO 1912  | Karabin wojskowy, trzy postawy, 300 m                    | 82 pkt. (42–40)                  | 31      | [ 1 ]  |
| IO 1912  | Karabin wojskowy, dowolna postawa, 600 m                 | 80 pkt.                          | 32      | [ 2 ]  |
| IO 1912  | Karabin małokalibrowy, dowolna postawa, 50 m             | 186 pkt.                         | 18      | [ 3 ]  |
| IO 1912  | Karabin małokalibrowy, znikająca tarcza, 25 m            | 212 pkt.                         | 14      | [ 4 ]  |
| IO 1912  | Karabin małokalibrowy, znikająca tarcza, 25 m, drużynowo | 881 pkt. (druż.) 217 pkt. (ind.) |         | [ 5 ]  |
| IO 1912  | Runda pojedyncza do sylwetki jelenia, drużynowo          | 132 pkt. (druż.) 18 pkt. (ind.)  |         | [ 6 ]  |